# Honowanie

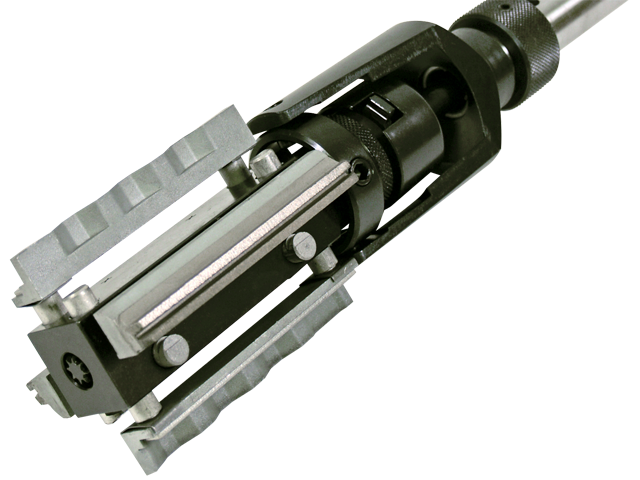
Głowica z zamocowanymi osełkami ściernymi, stosowana do wygładzania otworów cylindrycznych

Honowanie (obciąganie, gładzenie, dogładzanie długoskokowe) – metoda obróbki wygładzającej powierzchni ślizgowych, stosowana do wykańczania bardzo dokładnych otworów (np. cylindrów tłokowych) oraz zewnętrznych powierzchni obrotowych walcowych lub stożkowych, a także niektórych powierzchni kształtowych (np. uzębień) oraz płaszczyzn.
Honowania dokonuje się w celu:
- nadania odpowiedniej gładkości i klasy chropowatości pracujących powierzchni,
- osiągnięcia odpowiednio wysokiej dokładności wymiarowej (z uwzględnieniem późniejszego docierania się elementów),
- wytworzenia celowych mikrozagłębień na powierzchniach ślizgowych dla gromadzenia się ciekłego środka smarnego.

Jest to metoda wykańczania powierzchni uzyskanej w wyniku działania głównego narzędzia skrawającego, nadającego pożądany kształt obrabianym elementom, które to narzędzie pozostawia po sobie niepożądane równoległe mikroślady na obrabianej powierzchni. Honowanie polega na zacieraniu tych śladów poprzez nałożenie na nie nowych śladów, czyli nowych mikroskopijnych rys, które zamiast rys równoległych tworzą siatkę rys wielokierunkowych.
W wyniku honowania następuje zacieranie:
- rys obwodowych – powstałych po toczeniu i wierceniu,
- rys wzdłużnych – powstałych po frezowaniu.

Honowania dokonuje się metodą szlifowania wielokierunkowego kamieniami ściernymi, zwanymi ściernicami lub osełkami, w celu nadania odpowiedniej gładkości, jak również klasy chropowatości. Efektem honowania są ślady w postaci krzyżujących się mikrorowków zwanych rysami, o zróżnicowanej głębokości. Taka struktura wykończenia powierzchni przyspiesza czas docierania się współpracujących ze sobą elementów, a poprzez nałożenie nowych śladów pod odpowiednim kątem polepsza również działanie środków smarujących (wytworzenie tzw. rysy olejowej będącej mikrozasobnikiem oleju smarnego).
Z racji działania narzędzia honującego z niską prędkością i niskim naciskiem oraz w zmiennym kierunku proces honowania wpływa również na redukcję takich wad powierzchni cylindrycznych jak: kształt beczki, klepsydry, owalu lub stożka, niewspółosiowość, krzywizna osi czy falistość, co pozytywnie wpływa na pasowanie współpracujących ze sobą elementów.
W przypadku honowania powierzchni innych niż cylindryczne lub stożkowe, a więc powierzchni płaskich, zakrzywionych i obłych, honowanie jest procesem powolnego szlifowania z zapewnieniem nieregularności geometrycznej ruchu pracującego narzędzia.
W nowoczesnych metodach honowania wykorzystywany jest również laser. Są to wieloetapowe metody, w których po etapie wygładzania następuje nanoszenie rowków olejowych (rysy na linii ciągłej) lub kieszeni olejowych (rysy na linii przerywanej) metodą wytopienia ich światłem lasera. Dodatkową zaletą takiej metody jest utwardzanie powierzchni w okolicy zagłębień, w których ma się zbierać olej.

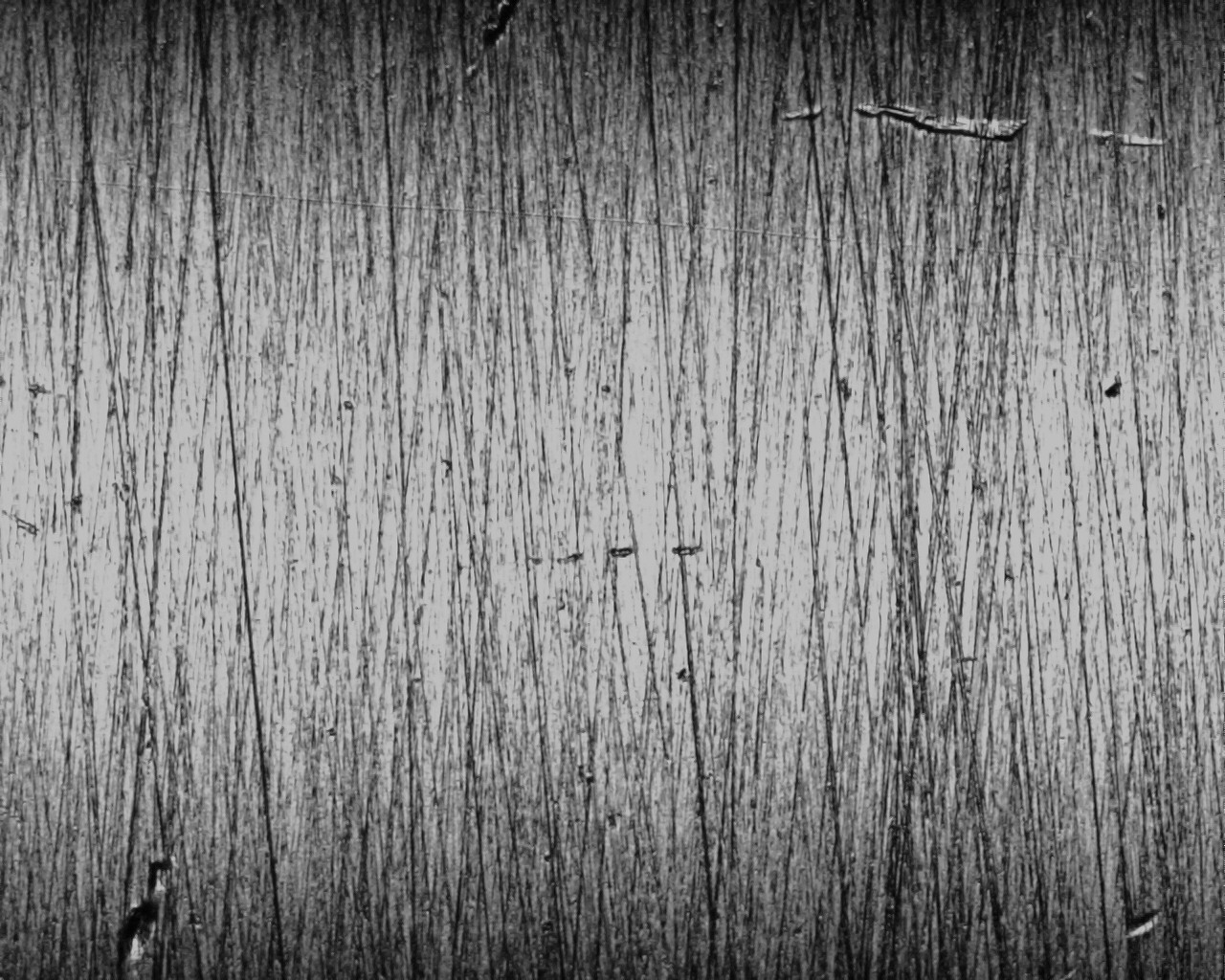
Ślady obróbkowe honowania

Gładzenie umożliwia uzyskanie dużej dokładności wymiarowej i 10–13 klasy chropowatości (Rz 0,8–0,05). Honowanie może być stosowane dla średnic od kilku mm do około 1 m oraz długości od 1 cm do około 20 m.
Wynik gładzenia zależy od:
- materiału pilników ściernych,
- kąta przecięcia śladów,
- rodzaju cieczy chłodząco-smarującej,
- nacisku powierzchniowego.

Kąt skrzyżowania śladów obróbki zależy od prędkości posuwisto-zwrotnej głowicy i przyjmuje się dla żeliwa α=45°, a dla stali α=40°.

## Kinematyka obróbki
Narzędzie wykonuje jednocześnie ruch obrotowy i posuwisto-zwrotny. W przypadku bardzo długich skoków głowicy, honownice buduje się w układzie poziomym. Podczas gładzenia głowica połączona z wrzecionem obrabiarki wykonuje ruch obrotowy oraz posuwisto-zwrotny. Skojarzenie tych ruchów powoduje, że każde ziarno pilnika zakreśla linię śrubową. Prędkość obrotowa głowicy nie powinna być wielokrotnością podwójnych suwów głowicy – jest wtedy wysokie prawdopodobieństwo, że żadne ziarno pilnika nie trafi na te same tory obróbki, czyli na ścieżkę przebytą przez inne ziarno.

## Narzędzia
Narzędziem stosowanym do gładzenia otworów jest gładzik, czyli głowica wyposażona na obwodzie w trzy do dwunastu pilników ściernych. Składa się ono z korpusu będącego zarówno częścią chwytową do połączenia z wrzecionem obrabiarki, jak i oprawą dla osełek, zestawu osełek stanowiących część roboczą oraz urządzeń do regulacji narzędzia. Gładziki centruje się na dwa sposoby:
- za pomocą samonastawnej głowicy przy nieruchomym przedmiocie (najczęściej stosowana),
- za pomocą sztywno zamocowanej głowicy przy samoustawnym przedmiocie (małe i lekkie przedmioty, duża dokładność, wymaga specjalnych urządzeń mocujących przedmiot)[2].

## Osełki
Osełki, będące częścią roboczą narzędzi do gładzenia, wykonuje się z tych samych materiałów co ściernice. Najczęściej stosowane ścierniwa to: diament syntetyczny, azotek boru (do stali austenitycznych), elektrokorund szlachetny (do stali), karborund (do żeliwa i metali nieżelaznych). Ziarna honujące mają nieregularny kształt, a średnicę rzędu 10–50 μm. Wielkość ziaren ma zasadniczy wpływ na gładkość obrabianej powierzchni. Ziarna powinny być cały czas ostre, co uzyskuje się stosując materiał o odpowiednio wysokiej kruchości, podczas gdy spoiwo (ceramiczne lub klej) powinno być odpowiednio słabe, aby stępione ziarna szybko się wykruszały. Ma to zapewnić odpowiednio wysoką ostrość części roboczej, ponieważ celem honowania jest usuwanie wypukłości i delikatne zarysowanie wygładzonej powierzchni, a nie jej wypolerowanie. Zarówno kruche ziarna, jak i słabe spoiwo dobrze dopasowują powierzchnię osełki do obrabianej powierzchni.

## Chłodzenie
Jako cieczy chłodząco-smarującej używa się:
- do żeliwa – nafty + 10–20% oleju,
- do stali – nafty + 20–30% oleju,
- do stopów Cu – wody lub emulsji 4% oleju.

Ciecze chłodząco-smarujące mają za zadanie obniżenie temperatury obrabianego cylindra oraz usunięcie z powierzchni resztek zeszlifowanego materiału i wykruszonych ziaren ściernych.